# Frank Omiyale
Frank Tayo Omiyale (Nashville, 23 novembre 1982) è un giocatore di football americano statunitense che gioca nel ruolo di offensive tackle per i Seattle Seahawks della National Football League (NFL). Fu scelto dagli Atlanta Falcons nel corso del quinto giro del Draft NFL 2005. Al college ha giocato a football a Tennessee Tech.
Omiyale in carriera ha giocato anche per i Carolina Panthers e i Chicago Bears.

## Carriera professionistica

### Atlanta Falcons
Omiyale fu scelto nel quinto giro (163º assoluto) del Draft 2005 dagli Atlanta Falcons. Nella sua stagione da, Omiyale fu inattivo per tutte le 16 gare di stagione regolare dei Falcons. Nel 2006 egli fece la sua prima apparizione nella NFL in una gara contro i Pittsburgh Steelers il 22 ottobre 2006. Fu tagliato dai Falcons il 1º settembre 2007.

### Carolina Panthers
Il 2 settembre 2007, Omiyale fu firmato dai Carolina Panthers. La sua prima stagione coi Panthers la trascorse nuovamente tutta da inattivo nel 2007. Il 5 ottobre 2008, Omiyale giocò la sua prima gara da titolare, replacing sostituendo l'infortunato tackle sinistro Jordan Gross, fuori gioco per una commozione cerebrale.

### Chicago Bears
Omiyale firmò un contratto quadriennale del valore di 14 milioni di dollari coi Chicago Bears il 27 febbraio 2009. Il 1º marzo 2012 venne svincolato dalla squadra.

### Seattle Seahawks
Il 21 marzo 2012, i Seattle Seahawks annunciarono che Omiyale aveva raggiunto un accordo con la loro squadra. Con essi disputò tutte le 16 partite della stagione regolare, una delle quali come titolare.

## Vittorie e premi
Nessuno

## Statistiche
| Partite totali             | 75 |
| Partite totali da titolare | 33 |

Statistiche aggiornate alla stagione 2012